# Красногорски (Челябинска област)
Красногорски (на руски: Красногорский) е селище от градски тип в Русия, разположено в Еманжелински район, Челябинска област. Населението му към 1 януари 2018 година е 12 338 души.